# Maurice Podoloff
Maurice Podoloff (jiddis: מוריס פודולוף; 1890. augusztus 18. – 1985. november 24.) amerikai jogász, a Basketball Association of America (1946–1949) és a National Basketball Association (1949–1963) elnöke.

## Élete

### Kosárlabda előtt
Podoloff egy orosz-zsidó családba született az Orosz Birodalomban 1890. augusztus 18-án vagy augusztus 31-én. Születési helyéről és napjáról vannak kérdések, valószínűleg Jeliszavethradban, de ő maga se tudja pontosan: "Gondolom akkoriban nem nagyon tartották számon ezeket dolgokat Oroszországban." "Augusztus 18-án vagy augusztus 31-én születtem, valahol Ukrajnában, valószínűleg Odessza közelében." Gyerekkorában a családja az Egyesült Államokba emigrált, ahol a Hillhouse Középiskolába járt New Havenben (Connecticut), majd 1915-ben végzett a Yale Egyetem jogi karán.
1926-ban Podoloff apjával és két testvérével megnyitotta a New Haven Arénát a Grove Street-en New Havenbe. Az aréna befogadóképessége 4000 volt, jégkorong mérkőzéseket, koncerteket és cirkuszi eseményeket rendeztek benne. 1974-ben bontották le.

### BAA/NBA-évek
Fontos szerepet játszott a profi kosárlabda sikerében. 1946. június 6-án, miközben az American Hockey League elnöke volt, kinevezték az akkor induló Basketball Association of America (BAA) első elnökének, amivel az első ember lett, aki két profi ligát vezetett egy időben.
Miután több BAA csapat leigazolta a National Basketball League legjobb játékosait, Podoloff megegyezett a ligával, hogy egyesítsék a két bajnokságot, amelynek következtében megalapították a National Basketball Association-t (NBA) 1949-ben. Elnökként Podoloff 17 csapatra bővítette a bajnokságot, három csoportra osztva, amely csapatok 557 mérkőzést játszottak.
1947-ben ő hozta létre a BAA draftot, majd 1954-ben bevezette a 24 másodperces támadóidőt, amelyet Dan Biasone, a Syracuse Nationals tulajdonosa és Leo Ferris, az alelnöke hozott létre. A támadóidő felgyorsította a kosárlabda gyorsaságát, izgalmasabbá téve az NBA-t. Ugyanebben az évben megegyezett a liga első televíziós szerződésében, amely következtében az NBA népszerűsége megemelkedett.
Elnöksége alatt 32 játékost tiltott el élete végéig, miután azok botrányba keveredtek 1951-ben. Ide tartozott többek között az Olympians játékosai, Ralph Beard és Alex Groza, illetve az 1951-ben első helyen választott Gene Melchiorre.
1963-ban mondott le elnöki szerepéről, miután kiemelten megemelte a liga népszerűségét és a kosárlabda sikerességét. Tiszteletére az NBA elnevezte az évente átadott Most Valuable Player díjat Maurice Podoloff trófeának.
1974-ben Podoloffot beiktatták a Naismith Memorial Basketball Hall of Fame-be, majd 2011-ben az American Hockey League Hírességek Csarnokába. 1989-ben pedig helyet kapott a Nemzetközi Zsidó Sport Hírességek Csarnokában. Podoloff 1985-ben hunyt el, 95 évesen.